# Aeroportul Council
Aeroportul Council (IATA: CIL, FAA LID: K29) este un aeroport din Alaska, Statele Unite ale Americii ce deservește zona Council⁠(d). Aeroportul a fost tranzitat în 2019 de 2 pasageri. A fost numit după zona deservită.
Situat la o altitudine de 26 m, aeroportul dispune de 1 pistă.

## Infrastructură

### Piste
Aeroportul dispune de o singură pistă. Pista 10/28 are suprafața de pietriș și dimensiunile 3.000 picioare × 60 picioare. 